# Dhakawang
Dhakawang (nepalski: ढाकावाङ्) – gaun wikas samiti w zachodniej części Nepalu w strefie Lumbini w dystrykcie Arghakhanchi. Według nepalskiego spisu powszechnego z 2011 roku liczył on 1568 gospodarstw domowych i 6768 mieszkańców (3791 kobiet i 2977 mężczyzn).